# Waltheria acuminata
Waltheria acuminata är en malvaväxtart som beskrevs av Joseph Nelson Rose. Waltheria acuminata ingår i släktet Waltheria och familjen malvaväxter. Inga underarter finns listade i Catalogue of Life.